# 하나안
"하나안"는 2012년에 개봉한 대한민국 & 우즈베키스탄의 합작 영화이다.

## 캐스팅
- 스타니슬라브 장 : 스타쓰 역
- 바호디르 무사에프 : 마하 역
- 일벡 파이지에프 : 사이드 역
- 드미트리엄 : 카소이 역
- 박 루슬란 : 신 역
- 바체슬라브 즈유 : 박사 (고려인) 역
- 로스텀 이사노브 : 약쟁이 역
- 아나스타샤 햄 : 어린 소녀 역
- 페이즐로 에스카로브 : 바하 역
- 조하석 : 건달 1 역
- 김재근 : 건달 2 역
- 류성훈 : 건달 3 역
- 민정기 : 건달 4 역
- 원현준 : 건달 5 역
- 이정훈 : 건달 6 역
- 에브게니 홍 : 건달 7 역